# Norrflärke
Norrflärke är en by i Anundsjö socken i Örnsköldsviks kommun. Mellan 1990 och 2015 ingick bebyggelsen norra delen av Norrflärke i småorten Kubbe och Norrflärke. Från 2015 till 2023 kom denna del att utgöra en egen småort, skild från Kubbe. Södra delen av Norrflärke utgjorde en småort, Norrflärke södra, mellan 1995 och 2010.
Norrflärke ligger cirka 45 kilometer från Örnsköldsvik efter länsväg 348. Där finns Norrflärkeskolan som även är Kubbe-Norrflärke bygdegård. 
Kubbe och Norrflärke är små byar som ligger tätt ihop. Byarna har en gemensam idrottsförening, Kubbe-Norrflärke idrottsförening (KNIF). Knif startade 1936 och erbjuder bland annat fotboll, styrkelyft och orientering. De brukar även anordna vintergympa, motionsbingo och cykelkvällar.